# Jutta Kirstová
Jutta Kirstová, rozená Krautwurstová (* 11. listopadu 1954, Drážďany) je bývalá východoněmecká atletka, bronzová olympijská medailistka ve skoku do výšky.
V roce 1973 získala na světové letní univerziádě v Moskvě stříbrnou medaili. Na mistrovství Evropy 1978, které se konalo v Praze na strahovském stadionu Evžena Rošického skončila s výkonem 193 cm čtvrtá. Reprezentovala na olympiádě v Moskvě, ze které si odvezla bronzovou medaili, když překonala 194 cm. Stejnou výšku překonala i Polka Urszula Kielanová, ta však měla čistý technický zápis a získala stříbro. O dva roky později se umístila na mistrovství Evropy v Athénách na pátém místě.
Provdala se za Edgara Kirsta, který se také věnoval výšce. Jeho bratr Joachim Kirst byl desetibojařem.